# Manghenpasset
Manghenpasset (2.047 m.o.h. (italiensk: Passo del Manghen) er et bjergpas i de italienske alper, der forbinder dalene Val di Fiemme og Valsugana.
Passet ligger i Fleimstaler Alperne (Dolomiti di Fiemme).